# Fournets-Luisans
Fournets-Luisans – miejscowość i gmina we Francji, w regionie Burgundia-Franche-Comté, w departamencie Doubs.
Według danych na rok 1990 gminę zamieszkiwały 494 osoby, a gęstość zaludnienia wynosiła 18 osób/km² (wśród 1786 gmin Franche-Comté Fournets-Luisans plasuje się na 320. miejscu pod względem liczby ludności, natomiast pod względem powierzchni na miejscu 47.).